# Magione Calcio a 5
L'Associazione Sportiva Dilettantistica Magione Calcio a 5 è stata una squadra italiana di calcio a 5 con sede a Magione fondata nel 1990 e scioltasi nel 2010.

## Storia
Il Magione Calcio a Cinque inizia la sua scalata dal campionato unico regionale dell'Umbria, dopo le prime stagioni di esperienza, il primo traguardo sfiorato arriva nel 1993/1994 quando la squadra perde la finale del campionato per mano dello Spoleto per 4-2. La scalata al Campionato Nazionale di Serie B è riuscita solo al termine della stagione 2000/2001 quando il Magione si è laureato campione umbro.
Nell'estate del 2001, a seguito della promozione, la società ha ampliato il proprio organigramma ed ha allestito anche la formazione Under 21. Contestualmente si è avviato anche il programma della formazione Allievi e quello della squadra femminile. La squadra ha però subito il contraccolpo del salto di categoria, vivendo una stagione difficile e retrocedendo a causa del magro bottino di 13 punti. Tuttavia gli umbri hanno beneficiato di un ripescaggio.
Dopo una nuova retrocessione, nella stagione 2003/2004 oltre alla vittoria nella Coppa Umbra, la squadra è di nuovo riuscita a salire in Serie B. La storica promozione in Serie A2 è arrivata al termine della stagione 2006/2007.

## Organigramma
- Presidente: Michele Ricci
- Direttore Generale: Antonio Ciarapica Alunni
- Direttore Tecnico: Rodolfo Ricci
- Direttore sportivo: Alberto Birgolotti
- Consiglieri: Sauro Piccioni

Giorgio Gatti
Paolo Pompili
Alberto Birgolotti
Vitaliano Macchiarini
Salvatore Gentile
Maurizio Fazi
Paolo Cesarini
Paolo Giannetti
- Accomp. Ufficiali: Alberto Birgolotti, Salvatore Gentile, Paolo Giannetti
- Resp. Settore Giovanile: Maurizio Fazi
- Responsabile Marketing: Michele Ricci, Maurizio Fazi, Paolo Giannetti
- Addetti stampa: Greta Zucchetta, Enrico Tibidò
- Riprese Tv: Paolo Cesarini
- Fotografo: Gianni Vagnetti
- Medici: Claudio Allegrini, Leonardo Bianchi
- Massaggiatore: Andrea Sportellini
- Fisioterapista: Mirco Rosellini, Diego Gradassa
- Allenatore I Squadra: David Ceppi
- Allenatore in II: Enea Pedetti
- Allenatore Under 21: Paolo Pompili
- Allenatore in II Under 21: William Capolsini e Roberto Pompili
- Allenatore Portieri: Vitaliano Macchiarini e Giorgio Paci
- Allenatore Femminile:	Carla Seppoloni
- Magazzinieri: Ivania Poggioni, Stefano Passeri

## Squadra 2009
| N° | Naz.               | Ruolo      | Sportivo               | Anno       |  |  |
| -- | ------------------ | ---------- | ---------------------- | ---------- |  |  |
|    | Italia (bandiera)  | Portiere   | Daniele Varetto        | 20/06/1988 |  |  |
|    | Italia (bandiera)  | Portiere   | Marco Simonetti        | 27/10/1986 |  |  |
|    | Brasile (bandiera) | Portiere   | Diogo Colombo          | 28/07/1982 |  |  |
|    | Brasile (bandiera) | Difensore  | André Luis Marini      | 04/05/1979 |  |  |
|    | Italia (bandiera)  | Difensore  | Graziano Gioia         | 10/09/1977 |  |  |
|    | Brasile (bandiera) | Attaccante | Leomar Padovan         | 26/07/1980 |  |  |
|    | Brasile (bandiera) | Attaccante | Augusto Vanderlei Reis | 22/12/1980 |  |  |
|    | Brasile (bandiera) | Laterale   | Jonatas Melo           |            |  |  |
|    | Brasile (bandiera) | Laterale   | Rafael Rossi           | 26/10/1988 |  |  |
|    | Italia (bandiera)  | Laterale   | Cristian Busato        | 06/12/1976 |  |  |
|    | Italia (bandiera)  | Laterale   | Alessio Felicino       | 24/01/1981 |  |  |
|    | Brasile (bandiera) | Universale | Paolo Luciani          | 02/09/1988 |  |  |
|    | Brasile (bandiera) | Universale | Leonardo Maggioni      | 11/01/1989 |  |  |
|    | Brasile (bandiera) | Pivot      | Grasiano Guerini       | 26/10/1981 |  |  |
|    | Italia (bandiera)  | Laterale   | Riccardo Billi         | 13/06/1988 |  |  |
|    | Italia (bandiera)  | Allenatore | David Ceppi            | -          |  |  |

## Palmarès
- Campionato di Serie B: 1

2006-07